# 石室縣
石室县（越南语：／）是越南河内市下辖的一个县，面积184.59平方公里，2017年总人口194100人。

## 地理
石室县东和北接福寿县，西接和平省和平市，西北接山西市社和巴位县，西南接和平省和平市，南接国威县。

## 历史
1965年4月21日，安和社并入和平省良山县进春社。
2008年5月29日，河西省并入河内市；石室县随之划归河内市管辖。
2009年5月8日，原和平省良山县进春社、安平社、安中社明确划归石室县管辖。
2024年11月14日，越南国会常务委员会通过决议，自2025年1月1日起，易耨社和耕耨社合并为蓝山社，有凭社和平富社合并为光中社，撞山社并入石舍社。

## 行政区划
石室县下辖1市镇19社，县莅莲关市镇。
- 莲关市镇（Thị trấn Liên Quan）
- 平安社（Xã Bình Yên）
- 锦安社（Xã Cẩm Yên）
- 勤俭社（Xã Cần Kiệm）
- 大同社（Xã Đại Đồng）
- 同竹社（Xã Đồng Trúc）
- 下凭社（Xã Hạ Bằng）
- 香艾社（Xã Hương Ngải）
- 金关社（Xã Kim Quan）
- 赖上社（Xã Lại Thượng）
- 蓝山社（Xã Lam Sơn）
- 富金社（Xã Phú Kim）
- 冯舍社（Xã Phùng Xá）
- 光中社（Xã Quang Trung）
- 新社社（Xã Tân Xã）
- 石和社（Xã Thạch Hòa）
- 石舍社（Xã Thạch Xá）
- 进春社（Xã Tiến Xuân）
- 安平社（Xã Yên Bình）
- 安中社（Xã Yên Trung）